# Androulla Vassiliou
Androulla Vassiliou (Ανδρούλλα Βασιλείου; * 30. listopadu 1943) je kyperská a evropská politička, od března 2008 členka Evropské komise nejprve zodpovědná za problematiku zdraví, od února 2010 komisařka pro vzdělávání, kulturu, mnohojazyčnost a mládež.

## Biografie

### Studium a právní praxe
V roce 1964 vystudovala práva na Middle Temple v Londýně a v letech 1964 až 1966 studovala mezinárodní vztahy na londýnském Institute of World Affairs. Poté se vrátila na Kypr a pracovala jako právní poradkyně zejména v bankovním sektoru. Praxi ukončila v roce 1988, když se její manžel George Vasiliou stal prezidentem Kypru.

### Politická kariéra
V letech 1996 až 2006 byla poslankyní kyperského parlamentu. Od 3. března 2008 nahradila Markose Kyprianou ve funkci evropského komisaře pro zdraví. O 8. února 2010 je komisařkou pro vzdělávání, kulturu, mnohojazyčnost a mládež.